# فيليب مارشال براون
فيليب مارشال براون (بالإنجليزية: Philip Marshall Brown)‏ هو دبلوماسي أمريكي، ولد في 1875، وتوفي في 10 مايو 1966.